# 28 februari
28 februari is de 59e dag van het jaar in de gregoriaanse kalender. Hierna volgen nog 306 dagen (307 dagen in een schrikkeljaar) tot het einde van het jaar.

## Gebeurtenissen
- Algemeen
  - 1966 - De Cavern Club in Liverpool, waar de Beatles hun carrière begonnen, gaat failliet.
  - 1975 - Een Londense metrotrein van de Northern Line schiet bij het eindpunt door het stootblok op station Moorgate, waarbij 43 personen omkomen.
  - 1978 - Bij de spoorbrug bij Westervoort botst de TEE Rembrandt op een lokale dieseltrein.
  - 1994 - Zuid-Afrika draagt de enclave Walvisbaai als laatste gebiedsdeel over aan Namibië.
  - 1996 - Een hevige brand in een loods met chemicaliën brengt Rotterdam in een crisissfeer.
  - 1997 - In het noordwesten van Iran vallen duizend doden bij een aardbeving met een kracht van 5,5 op de schaal van Richter.
  - 2014 - Na de pro-Europese antiregeringsprotesten in Oekraïne, bekend als Euromaidan, en de machtswisseling, ontwikkelt zich een crisis op de Krim doordat Russische troepen strategische posities innemen op de Krim.
  - 2015 - De uitbarsting van de IJslandse spleetvulkaan Holuhraun komt officieel ten einde. Die laat het grootste lavaveld op IJsland achter sinds twee eeuwen: een plak gesteente zo groot als Den Haag, die de naam Nornahraun ('heksenveld') heeft meegekregen.
  - 2016 - Bij een dubbele aanslag in de stad Baidoa, ongeveer 245 kilometer van de Somalische hoofdstad Mogadishu, vallen zeker dertig doden en veertig gewonden.
  - 2023 - Bij een botsing tussen een passagierstrein en een goederentrein in de buurt van de Griekse stad Larissa vallen zeker 36 doden en meer dan 80 gewonden. Premier Mitsotakis kondigt drie dagen van nationale rouw af. De minister van Transport neemt ontslag.[1][2]
- Economie
  - 2002 - Alleen de euro is in Finland nog wettig betaalmiddel. De markka is daarmee geschiedenis geworden.
- Media
  - 1957 - Guust Flater verschijnt voor het eerst in het weekblad Robbedoes.
- Oorlog
  - 1632 - Na een verzoek van gravin-weduwe Margaretha van Nassau-Siegen bezet graaf Lodewijk Hendrik van Nassau-Dillenburg op bevel van koning Gustaaf II Adolf van Zweden de stad Siegen ten gunste van Margaretha's oudste zoon Johan Maurits. Deze arriveert een dag later met zijn broer Hendrik en wordt op 4 maart door de burgers van de stad gehuldigd als graaf in plaats van Johan VIII.
  - 1942 - Hr. Ms. De Ruyter zinkt en Karel Doorman gaat met zijn schip ten onder.
  - 1942 - Japanse troepen landen op Java, het laatste Nederlandse bolwerk in Oost-Indië.
  - 1972 - De regering van Soedan sluit in Addis Abeba een vredesakkoord met de Zuid-Soedanese rebellen van de SSLF.
  - 1993 - De Amerikanen beginnen met voedseldroppings boven Bosnië.
  - 2011 - Bij een evacuatie valt een Nederlandse helikopter in handen van het Libische leger. Zie voor details het artikel Incident met Nederlandse marinehelikopter in Sirte
- Politiek
  - 1912 - De Vereniging van Nederlandse Gemeenten wordt opgericht.
  - 1933 - Met de Rijksdagbrandverordening komt er een eind aan vele vrijheden in het Duitse Rijk.
  - 1975 - Ondertekening, te Lomé, van een overeenkomst (Lomé I) tussen de EEG en 46 landen in Afrika, het Caribisch gebied en de Stille Oceaan (ACS).
  - 1986 - Moord op de Zweedse premier Olof Palme.
  - 1986 - Ondertekening te Den Haag van de Europese Akte.
  - 2005 - 200 studenten bezetten voor de negende maal het Amsterdamse Maagdenhuis met als doel studieduurbeperkingen van tafel te krijgen en medebestuur over de universiteit te verkrijgen.
  - 2006 - Fehriye Erdal, activiste van de Turkse extreemlinkse partij DHKP-C die wegens vermeend terrorisme in voorhechtenis zat in afwachting van haar proces, blijkt verdwenen vanuit haar bewaakte schuilplaats.
- Religie
  - 2013 - Paus Benedictus XVI treedt om gezondheidsredenen af. Hij is de eerste paus die aftreedt sinds Gregorius XII in 1415.
- Sport
  - 1941 - Oprichting van de Colombiaanse voetbalclub Independiente Santa Fe.
  - 1983 - Ivan Lendl lost Jimmy Connors na twee weken af als nummer één op de wereldranglijst der tennisprofessionals, en wordt de zesde aanvoerder van die lijst na Ilie Năstase, John Newcombe, Björn Borg, Jimmy Connors en John McEnroe.
  - 2008 - Oprichting van de Amerikaanse voetbalclub Philadelphia Union.
  - 2023 - SV Spakenburg verslaat FC Utrecht met 1–4 en bereikt als amateurclub de halve finale van de KNVB Beker 2023.
  - 2024 - Union Sint-Gillis verslaat Club Brugge met 3-2 aggregrate en bereikte voor de eerste keer in 110 jaar de finale van de Beker van België (voetbal).
- Wetenschap en technologie
  - 1873 - Armauer Hansen ontdekt de bacil die verantwoordelijk is voor de ziekte lepra.
  - 1912 - Boven de Amerikaanse staat Missouri maakt Albert Berry de eerste parachutesprong uit een vliegtuig.
  - 1928 - Totstandkoming eerste radiotelefonische verbinding tussen Nederland en Nederlands-Indië via Radio Kootwijk.
  - 1928 - De Indiase natuurkundige Chandrasekhara Raman ontdekt het naar hem vernoemde ramaneffect.
  - 1935 - Tijdens zijn werkzaamheden voor het chemisch bedrijf DuPont vindt Wallace Carothers het nylon uit.
  - 1959 - US Air force lanceert een spionagesatelliet met de naam Discoverer 1, de eerste satelliet in de geschiedenis van de ruimtevaart die in een polaire baan moet komen maar de satelliet raakt vermist.[3]
  - 2007 - Onderweg naar de planeet Pluto passeert ruimtesonde New Horizons van NASA de planeet Jupiter voor een zwaartekrachtsslinger om de koers aan te passen richting Pluto. De passage wordt gebruikt voor een intensief observatieprogramma van Jupiter.[4]
  - 2021 - Een opvallende geel-groene meteoor wordt waargenomen boven het zuiden van Groot-Brittannië rond 22 uur plaatselijke tijd. Ook vanuit Nederland komen meldingen over dezelfde meteoor. Wetenschappers achten het goed mogelijk dat restanten de grond hebben bereikt.[5]

## Geboren

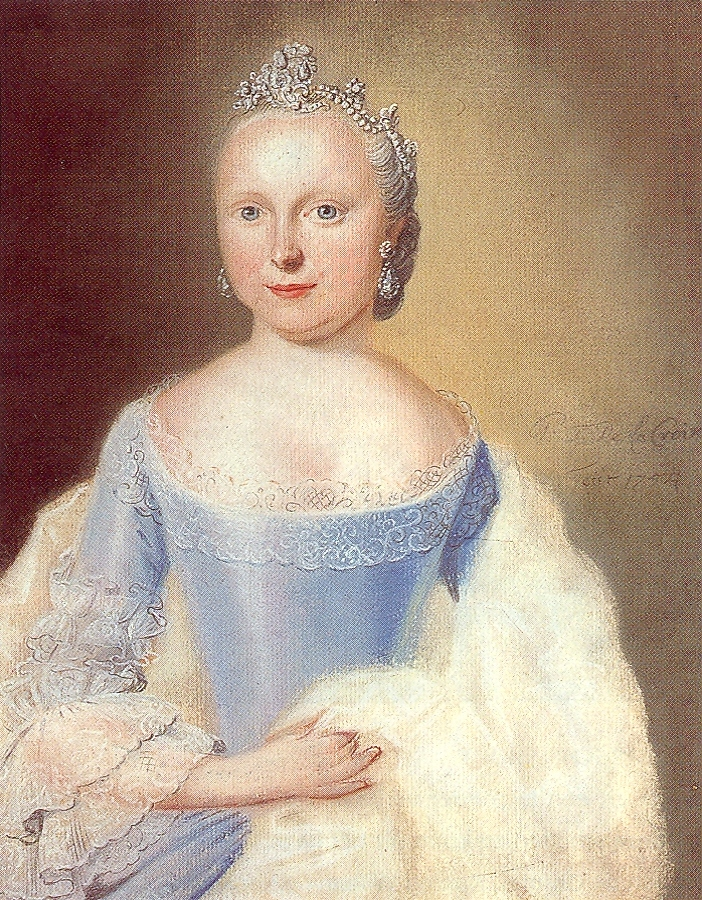
Carolina van Oranje-Nassau
geboren in 1743

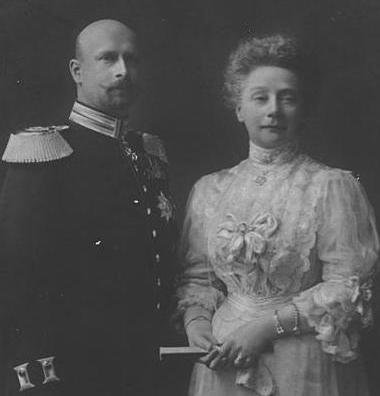
Elisabeth van Saksen-Weimar-Eisenach
geboren in 1854

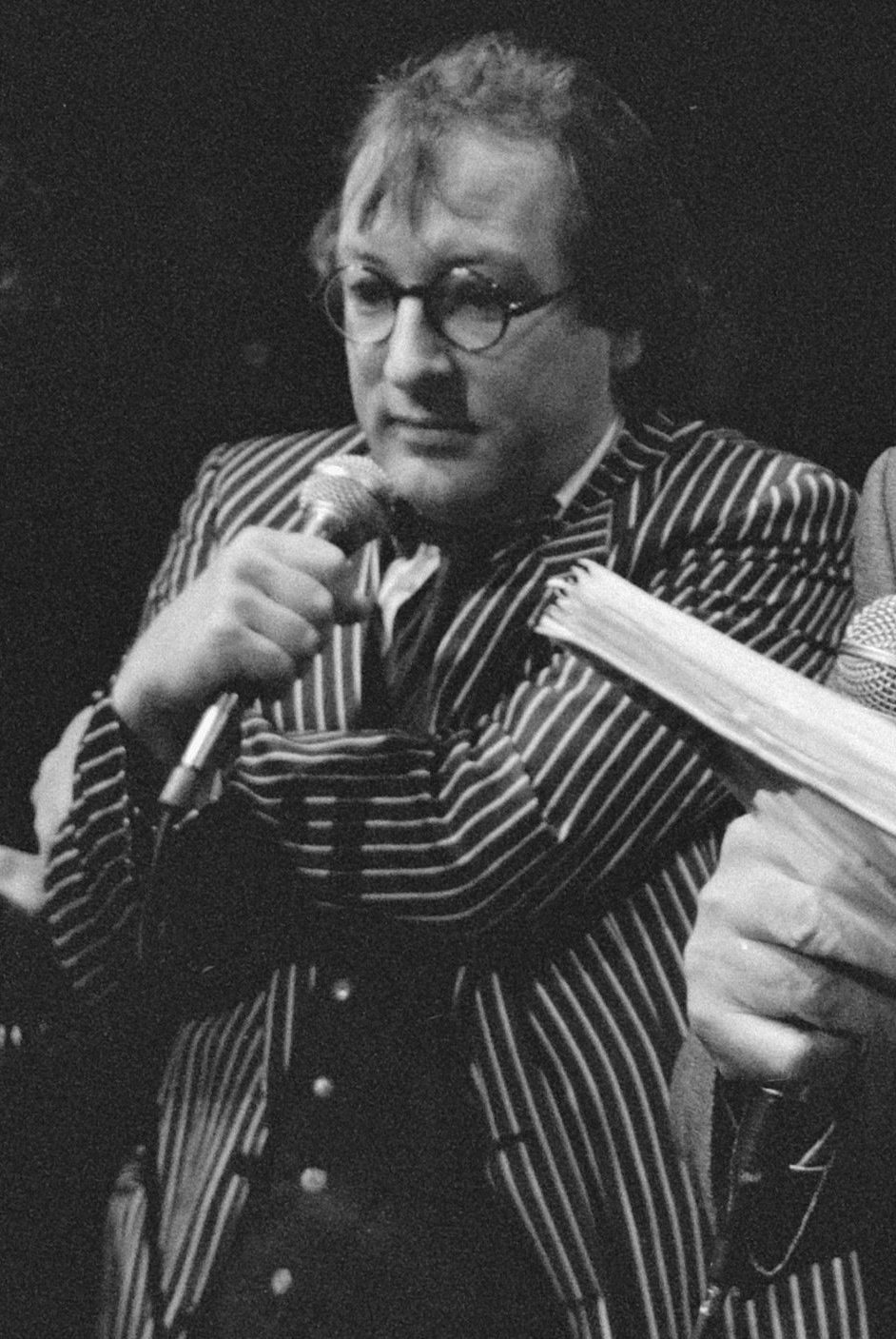
Youp van 't Hek
geboren in 1954

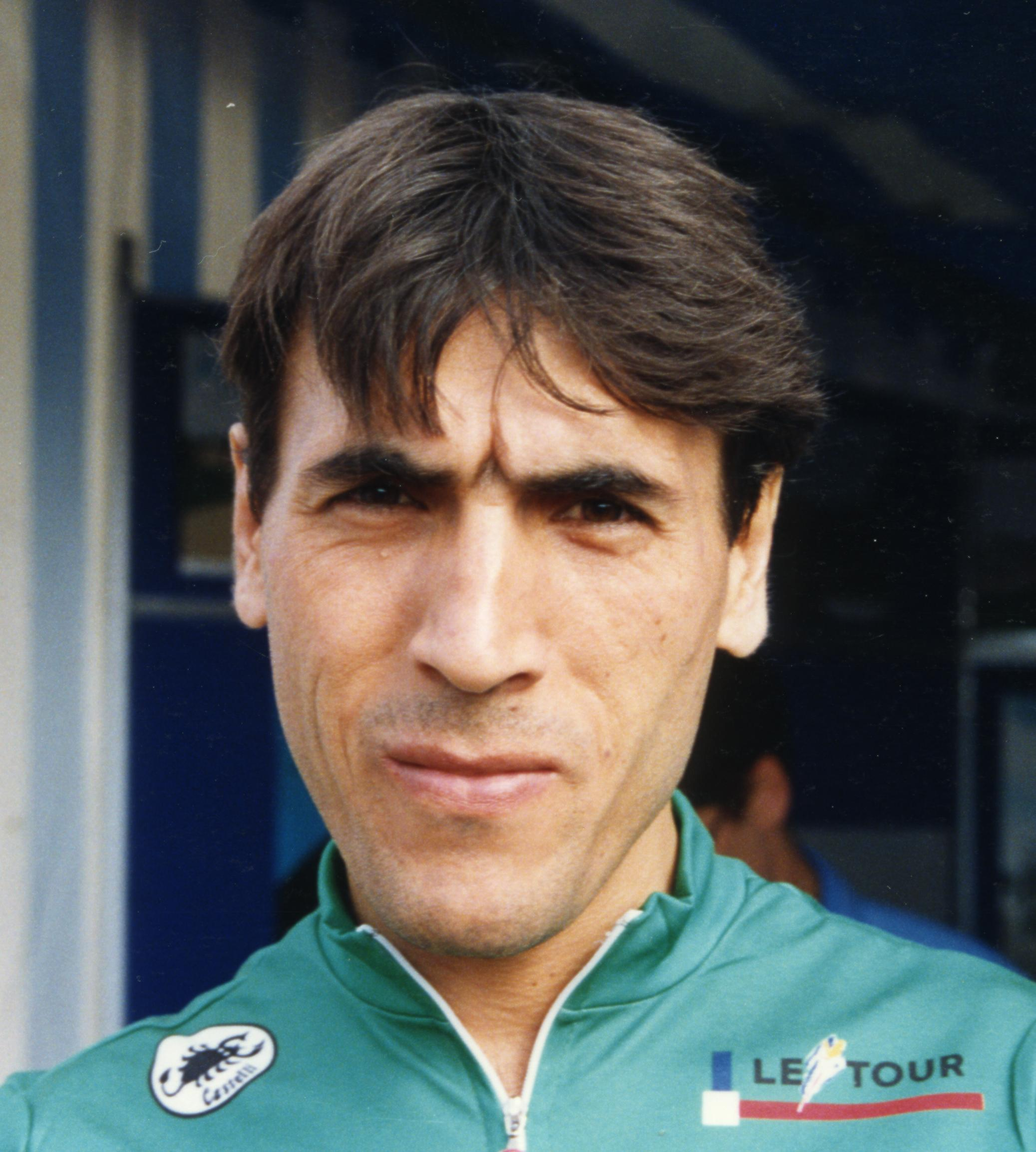
Djamolidin Abdoezjaparov
geboren in 1964

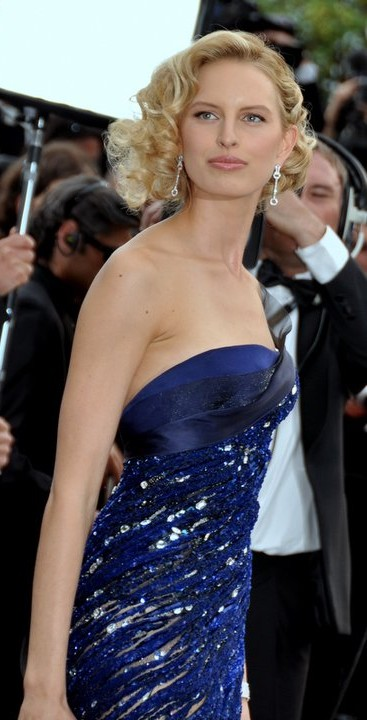
Karolína Kurková
geboren in 1984

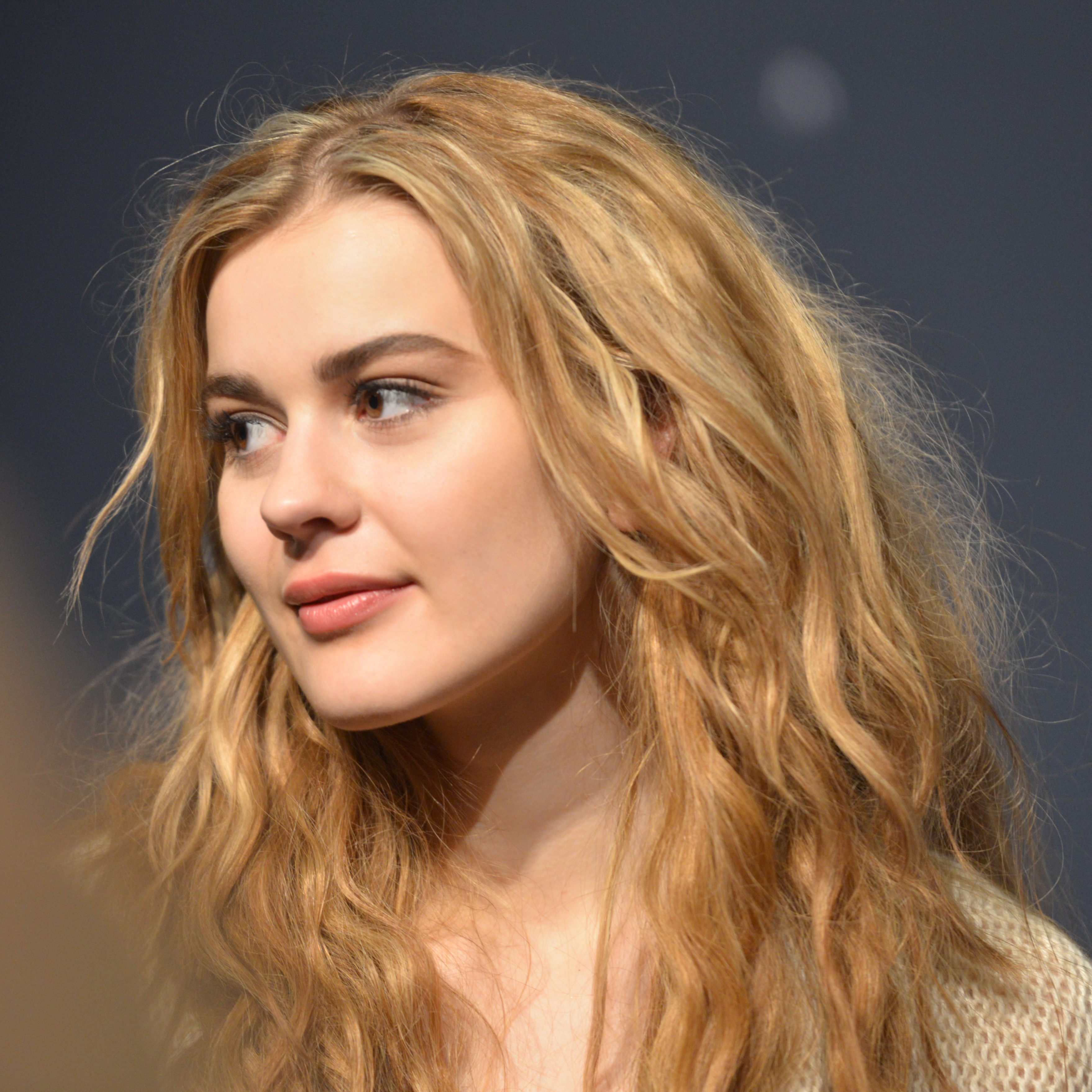
Emmelie de Forest
geboren in 1993

- 1155 - Hendrik II van Maine, 1e opvolger voor de Engelse troon (overleden 1183)
- 1261 - Margaretha van Schotland, koningin-gemaal van Noorwegen (overleden 1283)
- 1704 - Hans Hermann von Katte, Pruisisch luitenant (overleden 1730)
- 1743 - Carolina van Oranje-Nassau (overleden 1787)
- 1783 - Gabriele Rossetti, Italiaans-Engels dichter en geleerde (overleden 1854)
- 1787 - Horace Twiss, Brits schrijver en politicus (overleden 1849)
- 1792 - Karl Ernst von Baer, Baltisch-Duits bioloog (overleden 1876)
- 1801 - Willem Verbeet, Nederlands kunstschilder en tekenaar (overleden 1887)
- 1810 - Reinier Cornelis Bakhuizen van den Brink, Nederlands literatuurcriticus, filosoof en historicus (overleden 1865)
- 1824 - Karl Maria Kertbeny, Hongaars-Oostenrijks schrijver, journalist en vertaler (overleden 1882)
- 1828 - Vital Moreels, Belgisch politicus (overleden 1908)
- 1854 - Elisabeth van Saksen-Weimar-Eisenach (overleden 1908)
- 1867 - Thomas Theodor Heine, Duits kunstschilder en tekenaar (overleden 1948)
- 1873 - William MacMaster Murdoch, Schots eerste officier van de RMS Titanic (overleden 1912)
- 1879 - Jan Frederik Staal, Nederlands architect (overleden 1940)
- 1882 - José Vasconcelos, Mexicaans filosoof en politicus (overleden 1959)
- 1889 - Alberto Monsaraz, Portugees politicus en dichter (overleden 1959)
- 1893 - Vsevolod Poedovkin, Russisch regisseur (overleden 1953)
- 1894 - Fridthjof Kristoffersen, Noors componist, pianist (overleden 1962)
- 1894 - Wim Schuhmacher, Nederlands beeldend kunstenaar (overleden 1986)
- 1896 - Philip Showalter Hench, Amerikaans arts en Nobelprijswinnaar (overleden 1965)
- 1898 - Zeki Rıza Sporel, Turks voetballer (overleden 1969)
- 1901 - Linus Pauling, Amerikaans chemicus en tweevoudig Nobelprijswinnaar (overleden 1994)
- 1902 - Arij Kop, Nederlands verzetsstrijder (overleden 1941)
- 1907 - Gustav Albrecht zu Sayn-Wittgenstein-Berleburg, Duits militair (vermist sinds 1944)
- 1908 - Albert Scherrer, Zwitsers autocoureur (overleden 1986)
- 1914 - Élie Bayol, Frans autocoureur (overleden 1995)
- 1915 - Peter Medawar, Braziliaans-Brits wetenschapper (overleden in 1987)
- 1915 - Zero Mostel, Amerikaans toneel- en filmacteur (overleden 1977)
- 1916 - Svend Asmussen, Deens jazzviolist (overleden 2017)
- 1916 - Cesar Climaco, Filipijns politicus (overleden 1984)
- 1917 - Frans Cox, Nederlands beeldhouwer (overleden 1997)
- 1919 - Brian Urquhart, Brits militair en VN-diplomaat (overleden 2021)
- 1921 - Willi Sitte, Duits kunstenaar (overleden 2013)
- 1923 - Charles Durning, Amerikaans acteur (overleden 2012)
- 1923 - Audrey Williams, Amerikaans countryzangeres en muziekondernemer (overleden 1975)
- 1925 - Louis Nirenberg, Canadees wiskundige (overleden 2020)
- 1925 - Florent Vanvaerenbergh, Belgisch wielerploegleider (overleden 2007)
- 1927 - Joseph Noiret, Belgisch kunstschilder en dichter (overleden 2012)
- 1928 - Saul Zaentz, Amerikaans filmproducent (overleden 2014)
- 1929 - Rhadi Ben Abdesselam, Marokkaans atleet (overleden 2000)
- 1929 - Frank Gehry, Canadees-Amerikaans architect
- 1930 - Leon Cooper, Amerikaans natuurkundige en Nobelprijswinnaar (overleden 2024)
- 1930 - Pierre Jansen, Frans componist van filmmuziek (overleden 2015)
- 1930 - Gavin MacLeod, Amerikaans acteur (overleden 2021)
- 1931 - Peter Alliss, Engels golfer en commentator (overleden 2020)
- 1932 - Don Francks, Canadees acteur/muzikant/kunstenaar (overleden 2016)
- 1933 - Ansje van Brandenberg, Nederlands actrice, presentatrice en cabaretière
- 1933 - Aloysius Zichem, Surinaams bisschop (overleden 2016)
- 1934 - Ronnie Moran, Engels voetballer (overleden 2017)
- 1938 - Raymond Bossaerts, Belgisch stemacteur (overleden 2020)
- 1938 - Michael Onslow, Brits edelman en politicus (overleden 2011)
- 1938 - Henk van Os, Nederlands hoogleraar, televisiepresentator en directeur van het Rijksmuseum (overleden 2025)
- 1940 - Joe South, Amerikaans zanger (overleden 2012)
- 1940 - Mario Andretti, Amerikaans autocoureur
- 1942 - Bernardo Adam Ferrero, Spaans componist en muziekpedagoog (overleden 2022)
- 1942 - Brian Jones, Brits rockmuzikant (overleden 1969)
- 1942 - Oliviero Toscani, Italiaans fotograaf (overleden 2025)
- 1942 - Dino Zoff, Italiaans voetballer
- 1943 - Hans Dijkstal, Nederlands politicus (overleden 2010)
- 1943 - Peter Shelley, Brits popzanger en songwriter (overleden 2023)
- 1944 - Kelly Bishop, Amerikaans actrice
- 1944 - Loek Dikker, Nederlands pianist, dirigent, arrangeur en componist
- 1944 - Sepp Maier, Duits voetballer
- 1944 - Storm Thorgerson, Brits kunstenaar en tekenaar (overleden 2013)
- 1945 - Bubba Smith, Amerikaans acteur (overleden 2011)
- 1946 - Robin Cook, Brits politicus (overleden 2005)
- 1947 - Włodzimierz Lubański, Pools voetballer
- 1947 - Aron Schmidhuber, Duits voetbalscheidsrechter
- 1948 - Alfred Sant, Maltees premier
- 1951 - Gustav Thöni, Italiaans alpineskiër
- 1952 - Simon Hammelburg, Nederlands journalist, (tekst)schrijver en cabaretier (overleden 2022)
- 1953 - Ricky Steamboat, Amerikaans professioneel worstelaar
- 1954 - Jean Bourgain, Belgisch wiskundige (overleden 2018)
- 1954 - Alain Crépin, Belgisch componist, dirigent en muziekpedagoog
- 1954 - Youp van 't Hek, Nederlands cabaretier, columnist en schrijver
- 1954 - Branko Ivanković, Kroatisch voetbalcoach
- 1954 - Julia Sebutinde, Soedanees rechtsgeleerde en rechter
- 1955 - Eddy Bosman, Nederlands voetballer
- 1955 - Jimmy Calderwood, Schots voetballer en voetbalcoach (overleden 2025)
- 1955 - Gilbert Gottfried, Amerikaans stand-upcomedian, acteur en stemacteur (overleden 2022)
- 1956 - Louis Bontes, Nederlands politicus
- 1957 - Jan Ceulemans, Belgisch voetballer
- 1958 - Dean Crawford, Canadees roeier (overleden 2023)
- 1958 - Wilma Nanninga, Nederlands journaliste en televisiepresentatrice
- 1958 - Mark Pavelich, Amerikaans ijshockeyer (overleden 2021)
- 1958 - Marina Wilke, Oost-Duits stuurvrouw bij het roeien
- 1961 - John Roox, Nederlands voetballer
- 1962 - Anne-Marie Danneels, Belgisch atlete
- 1962 - Carlos Hoyos, Colombiaans voetballer en voetbalcoach
- 1963 - Claudio Chiappucci, Italiaans wielrenner
- 1963 - Gustavo Costas, Argentijns voetballer en voetbalcoach
- 1963 - Joey Marella, Amerikaans professioneel worstelscheidsrechter (overleden 1994)
- 1964 - Djamolidin Abdoezjaparov, Oezbeeks wielrenner
- 1964 - Lotta Lotass, Zweeds schrijfster
- 1964 - Christine Tohmé, Libanees conservator
- 1966 - Paulo Futre, Portugees voetballer
- 1967 - Geert Lambert, Belgisch politicus
- 1967 - Terry Rymer, Brits motorcoureur en autocoureur
- 1968 - Eric Van Meir, Belgisch voetballer
- 1969 - Butch Leitzinger, Amerikaans autocoureur
- 1969 - Robert Sean Leonard, Amerikaans acteur
- 1970 - Jacqueline Goormachtigh, Nederlands atlete
- 1970 - Stefan Leleu, Belgisch voetballer
- 1970 - Noureddine Morceli, Algerijns atleet
- 1972 - Jan Boven, Nederlands wielrenner
- 1973 - Dennis van de Ven, Nederlands acteur
- 1974 - Dogan Corneille, Nederlands voetballer
- 1974 - Janne Lahtela, Fins freestyleskiër
- 1975 - Barbi Sinclair, Pools pornoster
- 1975 - Saartje Vandendriessche, Belgisch omroepster en presentatrice
- 1976 - Francisco Elson, Nederlands basketballer
- 1976 - Audun Grønvold, Noors (freestyle)skiër (overleden 2025)
- 1976 - Kaido Külaots, Estisch schaker
- 1976 - Ali Larter, Amerikaans actrice
- 1976 - Adam Pine, Australisch zwemmer
- 1976 - Joan Veijer, Nederlands motorsportcoureur
- 1977 - Aaron Aguilera, Mexicaans-Amerikaans acteur en professioneel worstelaar
- 1977 - Gable Garenamotse, Botswaans atleet
- 1977 - Tatjana Levina, Russisch atlete
- 1977 - Vito Postiglione, Italiaans autocoureur
- 1977 - Janne Saarinen, Fins voetballer
- 1978 - Robert Heffernan, Iers atleet
- 1978 - Benjamin Raich, Oostenrijks topskiër
- 1978 - Davy Schollen, Belgisch voetbaldoelman
- 1979 - Ivo Karlović, Kroatisch tennisser
- 1979 - Marne Miesen, Nederlands acteur en zanger
- 1979 - Helder Rodrigues, Portugees motorcrosser
- 1979 - Remco van der Schaaf, Nederlands voetballer
- 1980 - Pascal Bosschaart, Nederlands voetballer
- 1980 - Piotr Giza, Pools voetballer
- 1980 - Christian Poulsen, Deens voetballer
- 1981 - Jordi López, Spaans voetballer
- 1981 - Florent Serra, Frans tennisser
- 1981 - Roberto Trashorras, Spaans voetballer
- 1982 - Thijs de Greeff, Nederlands hockeyer
- 1982 - Alberto Losada, Spaans wielrenner
- 1982 - Jelena Slesarenko, Russisch atlete
- 1983 - James Kwambai, Keniaans atleet
- 1984 - Julian Jenner, Nederlands voetballer
- 1984 - Karolína Kurková, Tsjechisch model
- 1984 - Anna Speller, Nederlands zangeres, actrice en songwriter
- 1985 - Jelena Janković, Servisch tennisster
- 1985 - Lee Kang-seok, Koreaans schaatser
- 1985 - Diego Ribas da Cunha, Braziliaans voetballer
- 1986 - Jakson Coelho, Braziliaans voetballer
- 1986 - Bianca Muhren, Nederlands schaakster
- 1987 - Armin Niederer, Zwitsers freestyleskiër
- 1989 - Jason Halman, Nederlands honkballer
- 1990 - Morten Nielsen, Deens voetballer
- 1990 - Sebastian Rudy, Duits voetballer
- 1991 - Roy Donders, Nederlands kapper en volkszanger
- 1991 - Jack Hawksworth, Brits autocoureur
- 1991 - Gokhan Saricam, Belgisch Mixed Martial Arts-vechter
- 1992 - Roeltje van de Sande Bakhuyzen, Nederlands actrice
- 1993 - Éder Álvarez Balanta, Colombiaans voetballer
- 1993 - Boef (Sofiane Boussaadia), Frans-Nederlands rapper
- 1993 - Emmelie de Forest, Deens zangeres
- 1993 - Will Poulter, Brits acteur
- 1994 - Jake Bugg, Brits singer-songwriter
- 1994 - Arkadiusz Milik, Pools voetballer
- 1996 - Marrit Jasper, Nederlands volleybalster
- 1996 - Leungo Scotch, Botswaans atleet
- 1996 - Shi Yuqi, Chinees badmintonner
- 1997 - Kathleen Baker, Amerikaans zwemster
- 1997 - Joey Bravo, Nederlands influencer en hiphopartiest
- 1997 - Laros Duarte, Nederlands voetballer
- 1997 - Joanne Koenders, Nederlands waterpoloër
- 1997 - Nicolle Martens, Nederlands voetbalster
- 1997 - Katsuhiro Matsumoto, Japans zwemmer
- 1997 - Virginia Thrasher, Amerikaans sportschutter
- 1998 - Teun Koopmeiners, Nederlands voetballer
- 1998 - Karl Vallner, Estisch voetbaldoelman
- 1999 - Jānis Grīnbergs, Lets voetballer
- 2003 - Florian Kajamini, Italiaans-Nederlands wielrenner
- 2004 - Malwina Mul, Pools wielrenster
- 2005 - Vitor Roque, Braziliaans voetballer

## Overleden

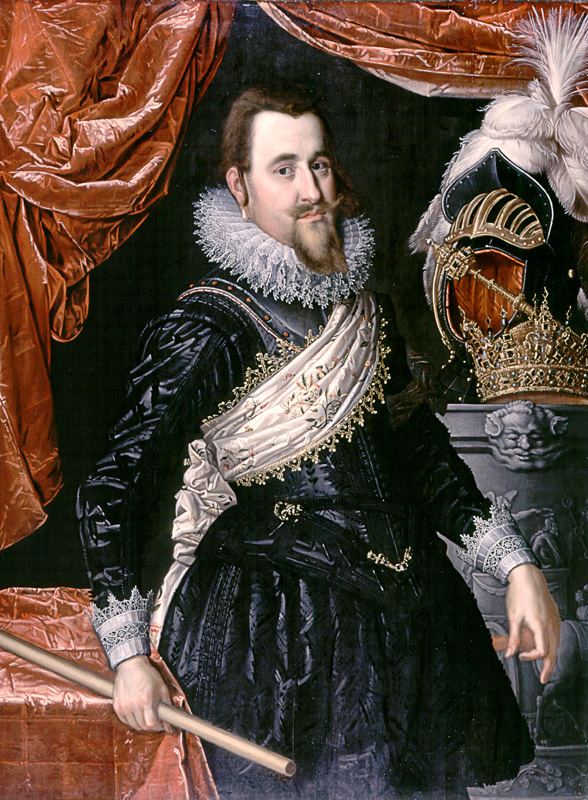
Christiaan IV
overleden in 1648

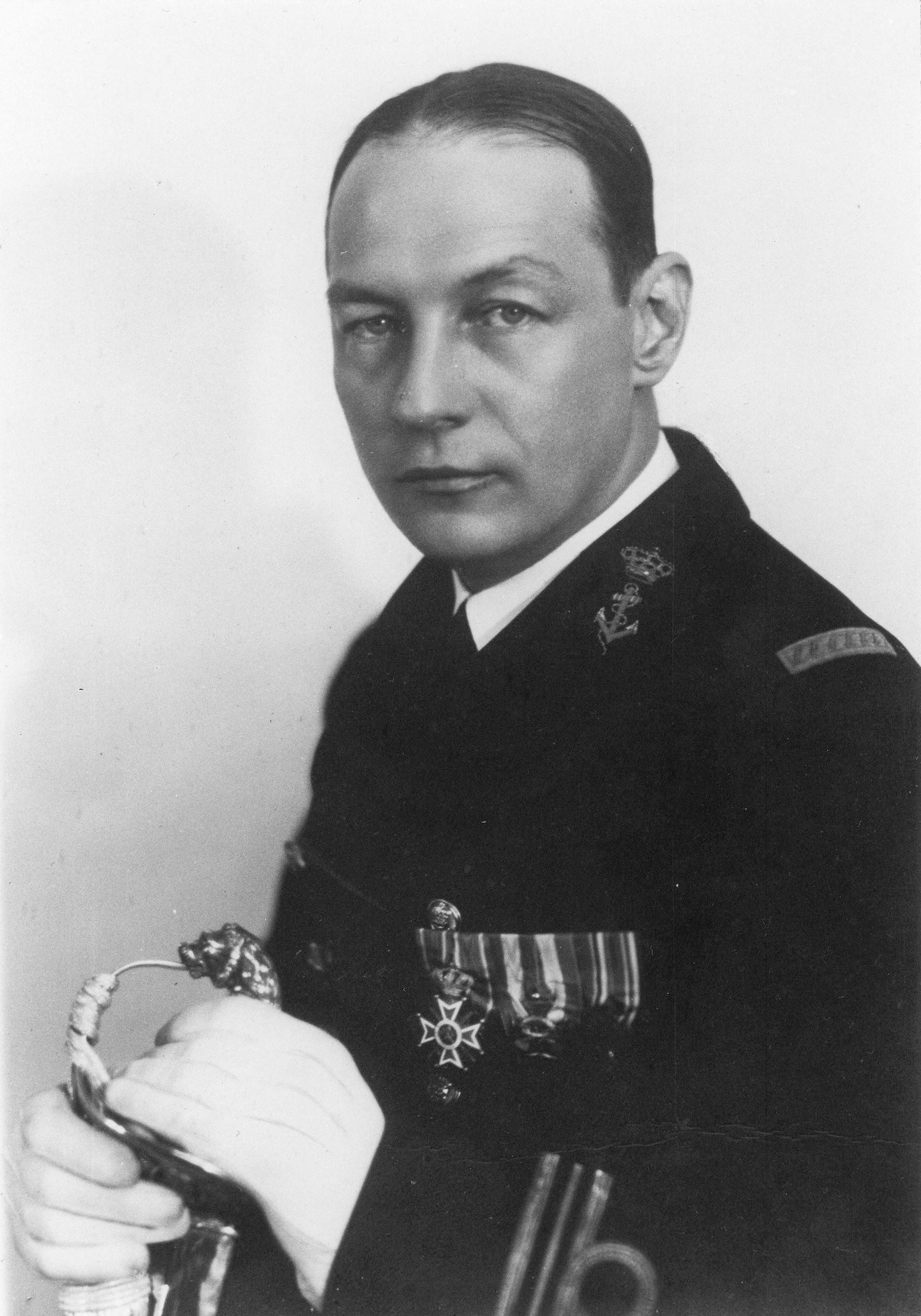
Karel Doorman
overleden in 1942

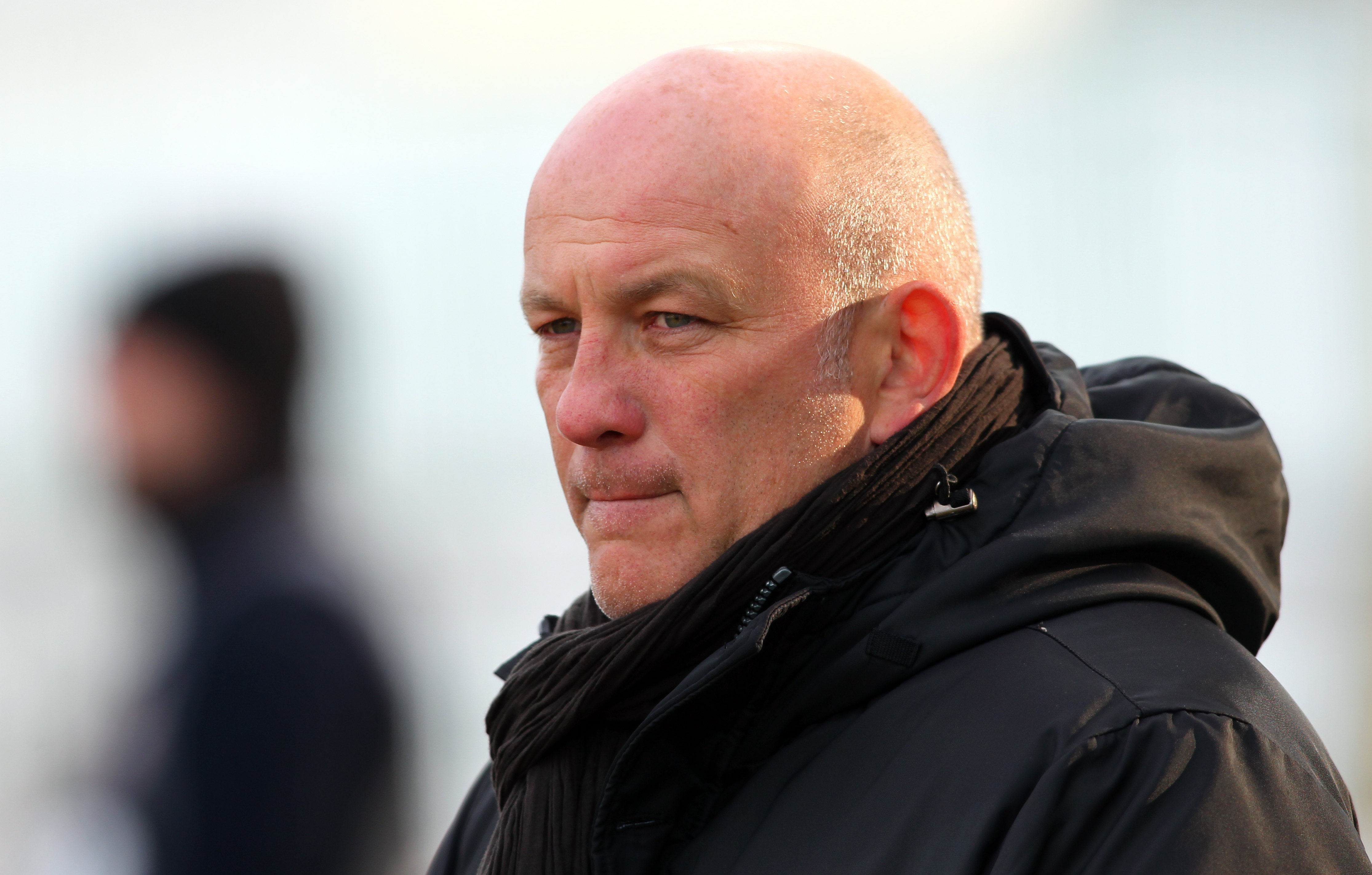
Theo Bos
overleden in 2013

- 460 - Romanus van Condat, Frans geestelijke
- 468 - Hilarius, paus van de Rooms-Katholieke Kerk
- 1261 - Hendrik III van Brabant (30), hertog van Brabant
- 1326 - Leopold I van Habsburg (35), hertog van Oostenrijk Stiermarken
- 1453 - Isabella van Lotharingen (53), hertogin van Lotharingen
- 1648 - Christiaan IV van Denemarken (70), koning van Denemarken en Noorwegen
- 1869 - Alphonse de Lamartine (78), Frans dichter en staatsman
- 1885 - Andon Bedros IX Hassunian (74), Armeens kardinaal
- 1905 - Joseph Fles (85), Nederlands oogheelkundige
- 1916 - Henry James (72), Amerikaans romanschrijver
- 1925 - Friedrich Ebert (54), Duits politicus
- 1932 - Guillaume Bigourdan (80), Frans astronoom
- 1942 - Karel Doorman (52), Nederlands schout-bij-nacht
- 1951 - Henry Taylor (65), Brits zwemmer en waterpoloër
- 1953 - Alphons Schynkel (79), Belgisch beiaardier en componist
- 1964 - Timmy Mayer (26), Amerikaans autocoureur
- 1976 - Anton Rooskens (69), Nederlands kunstenaar
- 1977 - Adolf Brakke (75), Surinaams politicus
- 1986 - Olof Palme (59), Zweeds politicus
- 1986 - José Ernâni da Rosa (Tupãzinho) (46), Braziliaans voetballer
- 1997 - Osvaldo Bailo (84), Italiaans wielrenner
- 1998 - Dermot Morgan (45), Iers komiek, acteur
- 2000 - Cyrille De Vuyst (85), Belgisch atleet
- 2001 - Charles Pozzi (91), Frans autocoureur
- 2003 - Chris Brasher (75), Brits atleet en sportjournalist
- 2006 - Owen Chamberlain (85), Amerikaans natuurkundige
- 2006 - Arno Wallaard (26), Nederlands wielrenner
- 2007 - Alexander King (98), Brits wetenschapper en diplomaat
- 2007 - Arthur M. Schlesinger jr. (89), Amerikaans geschiedkundige
- 2008 - Max Nord (91), Nederlands dichter, journalist en letterkundige
- 2008 - Mike Smith (64), Brits zanger
- 2009 - Geoffrey Smith (80), Engels tuinier en televisiepresentator
- 2011 - Annie Girardot (79), Frans actrice
- 2011 - Peter Gomes (68), Amerikaans predikant en hoogleraar
- 2011 - Klaas de Jong Ozn. (85), Nederlands politicus
- 2011 - Jane Russell (89), Amerikaans actrice
- 2011 - Jan van Schijndel (83), Nederlands voetballer
- 2013 - Theo Bos (47), Nederlands voetballer en trainer
- 2013 - Donald Glaser (86), Amerikaans natuurkundige en neurobioloog
- 2013 - Jean Marcel Honoré (92), Frans kardinaal en aartsbisschop
- 2013 - Armando Trovajoli (95), Italiaans componist van filmmuziek
- 2013 - Gerrit Vreken (90), Nederlands voetballer en oefenmeester
- 2014 - Hugo Brandt Corstius (78), Nederlands schrijver en wetenschapper
- 2014 - Jef Dorpmans (88), Nederlands voetbalscheidsrechter
- 2015 - Yaşar Kemal (91), Turks schrijver
- 2016 - Didier Bellens (60), Belgisch ondernemer
- 2016 - Josef Boey (81), Belgisch schaker
- 2016 - Frank Kelly (77), Iers zanger en acteur
- 2016 - George Kennedy (91), Amerikaans acteur
- 2016 - Winfried Maczewski (74), Pools-Nederlands koordirigent
- 2016 - Liliane Wouters (86), Belgisch schrijfster
- 2018 - Amand Dalem (79), Belgisch politicus
- 2018 - Rogelio Guerra (81), Mexicaans acteur
- 2019 - André Previn (89), Amerikaans pianist, componist en dirigent
- 2020 - Jaap Dekker (73), Nederlands componist en muzikant
- 2020 - Freeman Dyson (96), Amerikaans natuurkundige
- 2020 - Bob Fosko (64), Nederlands zanger, entertainer, acteur
- 2020 - Gennadi Koezmin (74), Russisch schaakspeler
- 2020 - Simon Posthuma (81), Nederlands ontwerper, muzikant en kunstenaar
- 2021 - Thijs van Berckel (92), Nederlands burgemeester
- 2021 - Sjuwke Kunst (98), Nederlands kunstenares
- 2021 - Glenn Roeder (65), Engels voetballer en voetbaltrainer
- 2022 - Bert Bouma (92), Nederlands voetballer
- 2023 - Just Fontaine (89), Frans voetballer
- 2024 - Els Blaak-Schuitevoerder (87), Nederlands burgemeester
- 2024 - Mike Jones (Virgil) (72), Amerikaans professioneel worstelaar
- 2024 - Nikolaj Ryzjkov (94), Sovjet-Russisch politicus
- 2025 - Evert Teunissen (95), Nederlands voetbaltrainer

## Viering/herdenking
- Finland - Kalevaladag, Dag van de Finse cultuur
- Taiwan - Dag van de herdenking van de vrede; dag van de gedenken van het 228 Incident (1947)
- Andalusië - referendum over statuut autonomie Andalusië (1980)
- Internationaal - Rare Disease Day[6]
- Rooms-katholieke kalender:
  - Heilige Elisabeth van Pommeren († 1393)
  - Heiligen Romanus (van Condat) († c. 460) en Lupicinus (van Lauconne) († c. 480)
  - Heilige Rufinus († c.250)
  - Heilige Silvanus van Bangor († c.610)
  - Heilige Oswald (van York) († 992) (in niet-schrikkeljaren)
  - Heilige Hilarius († 468)
  - Zalige Antonia van Florence († 1472) (in niet-schrikkeljaren)
  - Zalige Auguste Chapdelain (Zhao) († 1856) (ook op 9 juli)
  - Zalige Daniel Brottier († 1936)

## Weerextremen

### Nederland
| | Officiële records | Officiële records | Officiële records |      | Landelijke records       | Landelijke records | Landelijke records                                                                                      |
| Gebeurtenis | Jaar              | Extreem           | Locatie           | Jaar | Extreem                  | Locatie            | |
| --- | ----------------- | ----------------- | ----------------- | ---- | ------------------------ | ------------------ | --- |
| Laagste etmaalgemiddelde temperatuur (°C) | 2018              | −6,6              | De Bilt           |      | 2018                     | −8,1               | Nieuw Beerta, Twenthe                                                                                   |
| Hoogste etmaalgemiddelde temperatuur (°C) | 1960              | 10,4              | De Bilt           |      | 1960                     | 12,4               | Maastricht                                                                                              |
| Laagste minimumtemperatuur (°C) | 1929              | −12,9             | De Bilt           |      | 1929                     | −13,1              | Eelde                                                                                                   |
| Hoogste minimumtemperatuur (°C) | 1912              | 8,5               | De Bilt           |      | 2007                     | 9,1                | Wilhelminadorp                                                                                          |
| Laagste maximumtemperatuur (°C) | 2018              | −4,6              | De Bilt           |      | 2018                     | −6,0               | Twenthe                                                                                                 |
| Hoogste maximumtemperatuur (°C) | 1959              | 17,3              | De Bilt           |      | 1960                     | 19,1               | Maastricht                                                                                              |
| Hoogste uurgemiddelde windsnelheid (m/s) | 1937              | 13,9              | De Bilt           |      | 1990                     | 25,7               | Cadzand, Oosterschelde                                                                                  |
| Hoogste windstoot (m/s) | 1967              | 25,2              | De Bilt           |      | 1990                     | 35,0               | Vlissingen                                                                                              |
| Langste zonneschijnduur (uur) | 2022              | 10,0              | De Bilt           |      | 1992 2005 2018 2022 2023 | 10,0               | Hupsel, Lelystad Arcen, Deelen, Ell, Volkel Vlissingen, Wilhelminadorp Arcen, De Bilt, Herwijnen Volkel |
| Langste neerslagduur (uur) | 1947              | 19,1              | De Bilt           |      | 1947                     | 19,1               | De Bilt                                                                                                 |
| Hoogste etmaalsom van de neerslag (mm) | 1931              | 24,2              | De Bilt           |      | 1990                     | 26,4               | Soesterberg                                                                                             |
| Laagste etmaalgemiddelde relatieve vochtigheid (%) | 1986              | 46                | De Bilt           |      | 1986                     | 41                 | Gilze-Rijen                                                                                             |
| Laagste uurwaarde luchtdruk op zeeniveau (hPa) | 2010              | 974,6             | De Bilt           |      | 2010                     | 973,5              | Vlissingen, Westdorpe                                                                                   |
| Hoogste uurwaarde luchtdruk op zeeniveau (hPa) | 1929              | 1041,8            | De Bilt           |      | 1953                     | 1042,8             | Leeuwarden                                                                                              |
| Officiële records worden altijd gemeten op het KNMI-weerstation in De Bilt. Landelijke records kunnen worden gemeten op elk officieel KNMI-weerstation in Nederland. |                   |                   |                   |      |                          |                    | |

Uitzonderlijke gebeurtenissen
- 1960 - Eerste officiële zachte dag van het jaar (maximumtemperatuur ≥ 15 °C in De Bilt)
- 1960 - Eerste landelijke zachte dag van het jaar gemeten in De Bilt, Eelde, Eindhoven, Maastricht, Rotterdam, Schiphol, Soesterberg, Twenthe en Valkenburg ZH (maximumtemperatuur ≥ 15 °C op een officieel weerstation)
- 1992 - Eerste landelijke zachte dag van het jaar gemeten in Arcen en Maastricht (maximumtemperatuur ≥ 15 °C op een officieel weerstation)
- 1997 - Eerste landelijke zachte dag van het jaar gemeten in Arcen, Eindhoven, Maastricht, Volkel en Woensdrecht (maximumtemperatuur ≥ 15 °C op een officieel weerstation)
- 2004 - Officieel laagste minimumtemperatuur in °C van het jaar gemeten in De Bilt: −7,8
- 2018 - Officieel laagste minimumtemperatuur in °C van het jaar gemeten in De Bilt: −8,5
- 2023 - Landelijk langste zonneschijnduur in uren van februari dit jaar gemeten in Volkel: 10,0
- 2024 - Officieel laagste minimumtemperatuur in °C van februari dit jaar gemeten in De Bilt: −0,2 (voorlopig). Samen met 7 en 8 februari

### België
Dagrecords
- 1888 - Laagste etmaalgemiddelde temperatuur −6,3 °C
- 1960 - Hoogste etmaalgemiddelde temperatuur 13,3 °C
- 1929 - Laagste minimumtemperatuur −11,4 °C
- 1960 - Hoogste maximumtemperatuur 19,5 °C
- 2007 - Hoogste etmaalsom van de neerslag 17,7 mm

Uitzonderlijke gebeurtenissen
- 1990 - Zware storm met windstoten tot 151 km/h in Bierset, met belangrijke schade in heel het land.
- 2010 - Storm Xynthia trekt met windstoten van ruim 100 km/h over het land.

<< · 1 · 2 · 3 · 4 · 5 · 6 · 7 · 8 · 9 · 10 · 11 · 12 · 13 · 14 · 15 · 16 · 17 · 18 · 19 · 20 · 21 · 22 · 23 · 24 · 25 · 26 · 27 · 28 · 29 · (30) · >>